# Ali Zougagh
Ali Zougagh (en arabe : علي زوقاغ) est un footballeur algérien né le 17 août 1981 à Mascara. Il évoluait au poste d'attaquant.

## Biographie
Il évolue en première division algérienne avec les clubs, du GC Mascara, du WA Tlemcen, du CA Bordj Bou Arreridj et de l'ASO Chlef. Il dispute 45 matchs en inscrivant sept buts en Ligue 1.

## Palmarès
GC Mascara
- Championnat d'Algérie D2 (1) :
  - Champion groupe Ouest : 2003-04.

 MC El Eulma
- Championnat d'Algérie D2 (1) :
  - Champion : 2007-08.